# ERNO
Die ERNO Raumfahrttechnik GmbH, zur Gründung Entwicklungsring Nord, kurz ERNO genannt, war von 1964 bis 1990 ein deutsches Unternehmen für die Luft- und Raumfahrttechnik.

## Geschichte
1961 wurde von den Flugzeugherstellern Focke-Wulf, Weserflug und Hamburger Flugzeugbau (HFB) eine Arbeitsgemeinschaft gegründet, die zum Ziel hatte, alle anfallenden Entwicklungsaufgaben, vor allem auf dem Gebiet der Raumfahrt, zu konzentrieren. Ende 1964 gründeten die Unternehmen Hamburger Flugzeugbau und Vereinigte Flugtechnische Werke (VFW) den Entwicklungsring Nord (ERNO) als Interessengemeinschaft mit Sitz in Bremen. Unter dem Namen ERNO Raumfahrttechnik GmbH erhielt die Interessengemeinschaft am 1. Januar 1967 die Rechtsform der GmbH. Das Stammkapital betrug 10 Millionen Deutsche Mark und befand sich zu 60 % in den Händen von VFW sowie zu 40 % bei HFB.
Die Anfangsaktivitäten konzentrierten sich auf Teilnahme an mehreren Projekten:
- European Launcher Development Organisation (ELDO): ein zwischenstaatliches Projekt zum Bau der Europa-Rakete, 1973 wegen mangelnder Erfolge eingestellt.
- TD-1A: Satellit der European Space Research Organisation (ESRO).
- AZUR: erster deutscher Satellit.

Nach den ersten Erfolgen bei diesen Entwicklungsaufgaben und vielen Raumfahrt-Studien wuchsen die Größe und Aufgaben von ERNO, es wurden Angebote als Hauptauftragnehmer für mehrere Projekte erstellt:
- HELIOS-Raumsonde: Konkurrent war das Unternehmen Messerschmitt-Bölkow-Blohm (MBB), das auch den Auftrag erhielt. Das für eine Sonnensonde kritische Thermalkonzept von ERNO (Arbeitsname Garnrolle) war jedoch überlegen, sodass MBB es unmittelbar nach Auftragserteilung durch das Bundesministerium für Forschung und Technologie (BMFT) übernahm.

- GEOS (Satellit): ERNO war Führer des MESH-Konsortiums. Das MESH-Angebot war in meisten Punkten der Konkurrenz überlegen, wegen nicht akzeptabler geographischer Verteilung wurde es jedoch von der ESRO nicht akzeptiert.

- SPACELAB (Raumlabor): Konkurrent war MBB. Wegen des besseren technischen Konzeptes – speziell der Modularität – wurde im Frühjahr 1974 der Vertrag mit ERNO durch die ESRO unterzeichnet.

ERNO entwickelte auch viele Komponenten für die Raumfahrt (u. a. Kleintriebwerke, Tanks, Strukturen, Elektronikboxen) und war damit an fast allen europäischen Raumfahrtprogrammen beteiligt. In Lampoldshausen wurde ein Triebwerksprüfstand betrieben.
Bei der Entwicklung und Herstellung der Ariane-Raketen war ERNO führend beteiligt. Wertvolle wissenschaftliche Daten konnten mit dem TEXUS-Programm für Technologische Experimente unter Schwerelosigkeit mit Hilfe von Raketen für die Höhenforschung (Erforschung der Hochatmosphäre) ermittelt werden. 1982 übernahm MBB die Vereinigten Flugtechnischen Werke (VFW) und somit ERNO. MBB inkl. ERNO ging 1989 in die Deutsche Aerospace Aktiengesellschaft (DASA) über.